# Accademia di medicina di Torino
L'Accademia di medicina di Torino è una società scientifica.

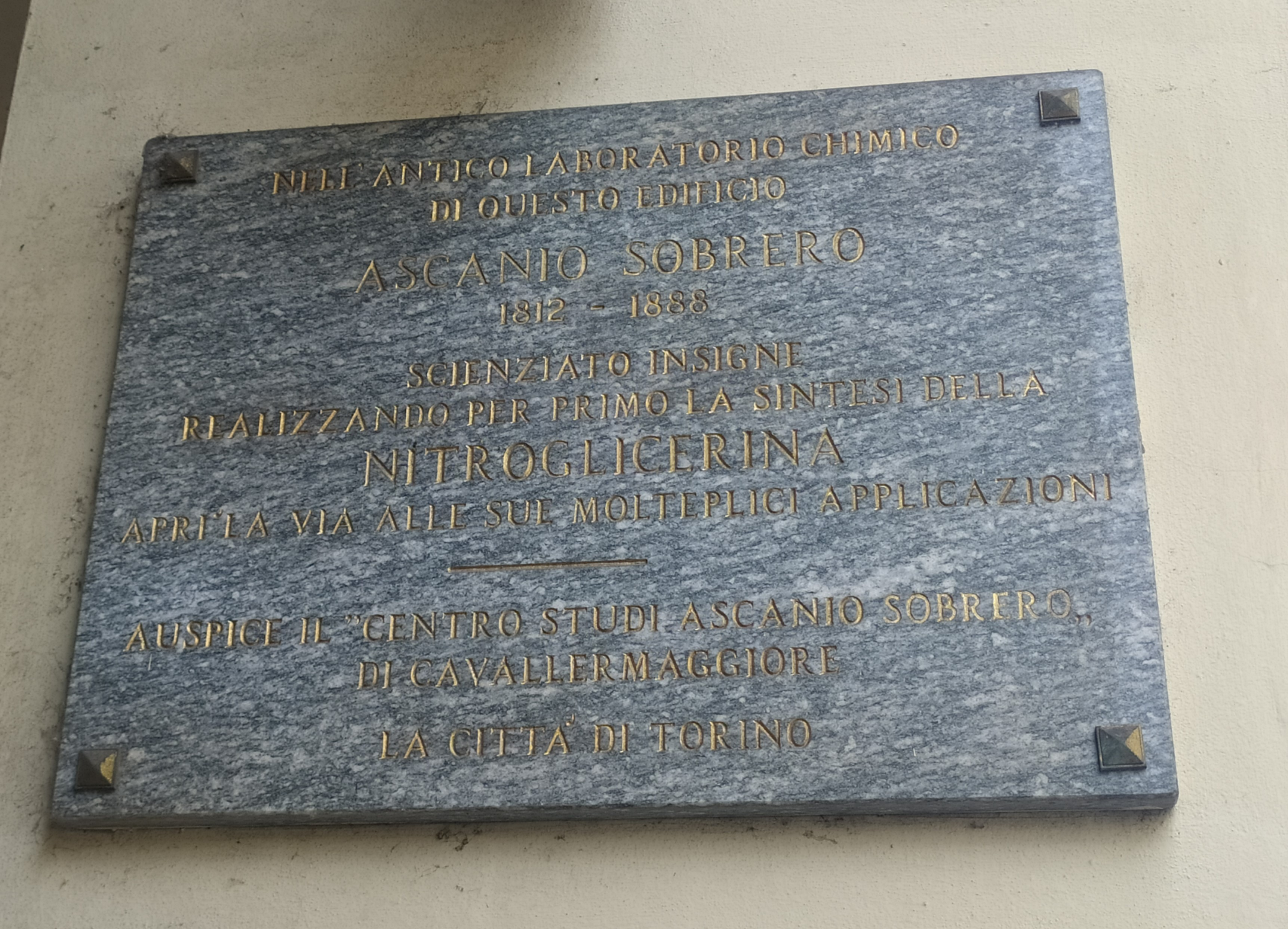
Targa di Ascanio Sobrero in via Po

Fondata il 28 novembre 1819 da un gruppo di medici torinesi che si riunisce presso l'edificio del convento dei frati minimi in Contrada di Po, allora sede del collegio di San Francesco da Paola, poi divenuto liceo Vincenzo Gioberti, e poi del Collegio delle Province, è volta a promuovere ed approfondire gli studi nel campo clinico e chirurgico.
Al 1838 risale la fondazione del «Giornale delle Scienze mediche», poi ribattezzato «Giornale dell'Accademia di Medicina». L'istituzione ottiene nel 1842 il primo riconoscimento ufficiale, per decisione di Carlo Alberto, ma è solo nel 1846 che la allora Società medico chirurgica viene insignita del titolo di accademia reale.
Trasferita a Palazzo Madama nel 1865, l'accademia è poi tornata nel 1893 presso l'edificio di contrada di Po.
La biblioteca, ospitata presso gli stessi locali, raccoglie oltre dodicimila volumi di medicina di cui quasi duemila testi antichi.
Nei suoi locali adibiti a laboratorio Ascanio Sobrero compì i suoi studi sulla nitroglicerina, sintetizzandola per primo : una targa sotto i portici di via Po ricorda l'evento.